# Bình phong

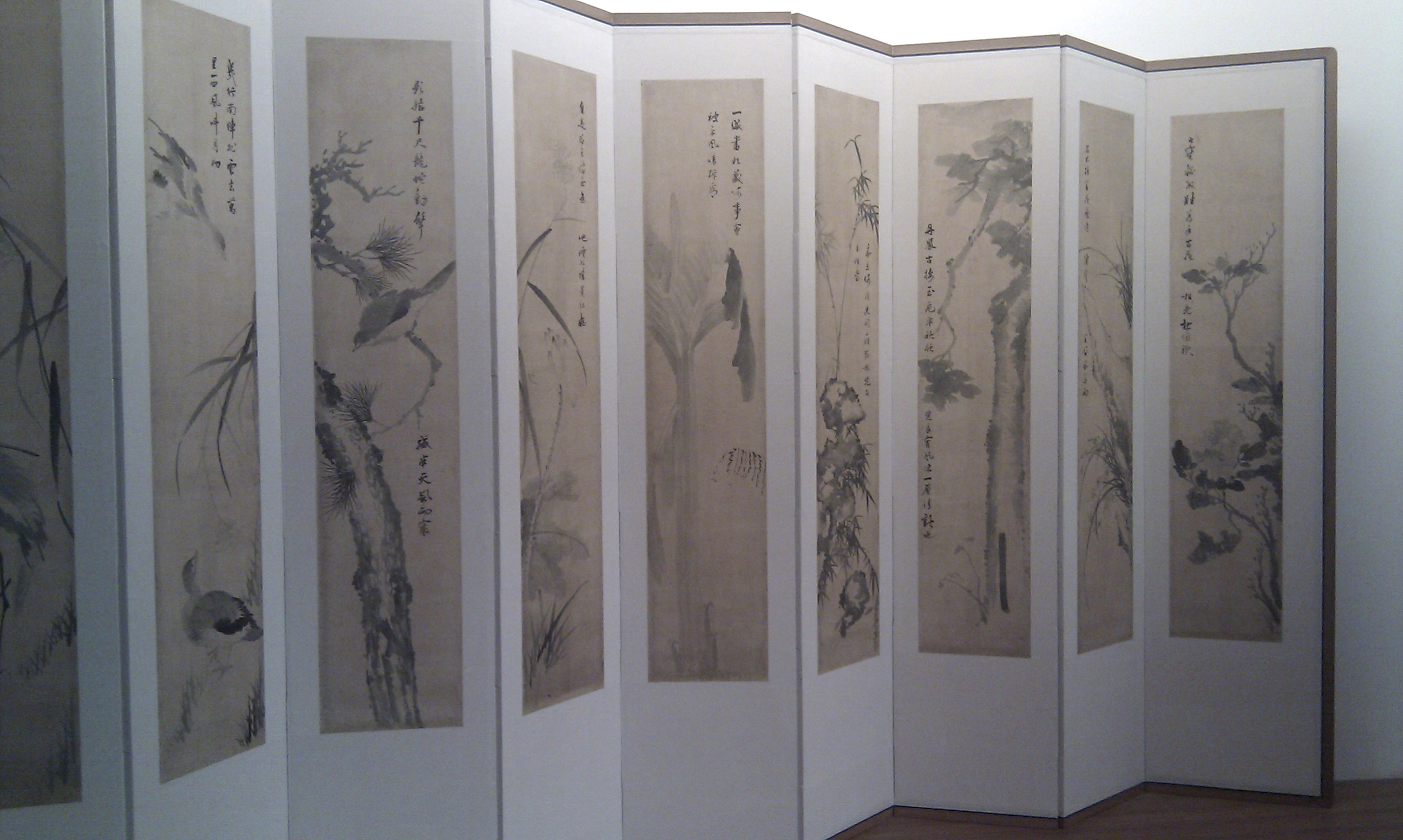
Một tấm bình phong được trưng bày ở bảo tàng Musée Guimet, Paris

Bình phong là một loại đồ dụng được đặt đứng, nó bao gồm nhiều tấm bảng kết nối nhau, bằng bản lề hoặc là bẳng phương tiện khác. Bình phong có nhiều dạng thiết kế và được tạo ra từ nhiều loại vật liệu khác nhau, chủ yếu dụng để coi trang trí, sự dụng để chia phòng, hoặc là bằng nhiều cách khác, giống chắn lại gió. Nó xuất xứ từ Trung Hoa cổ đại, sau đó được du nhập vào các nước Đông Á, châu Âu và những nơi khác trên khắp thế giới .

## Lịch sử

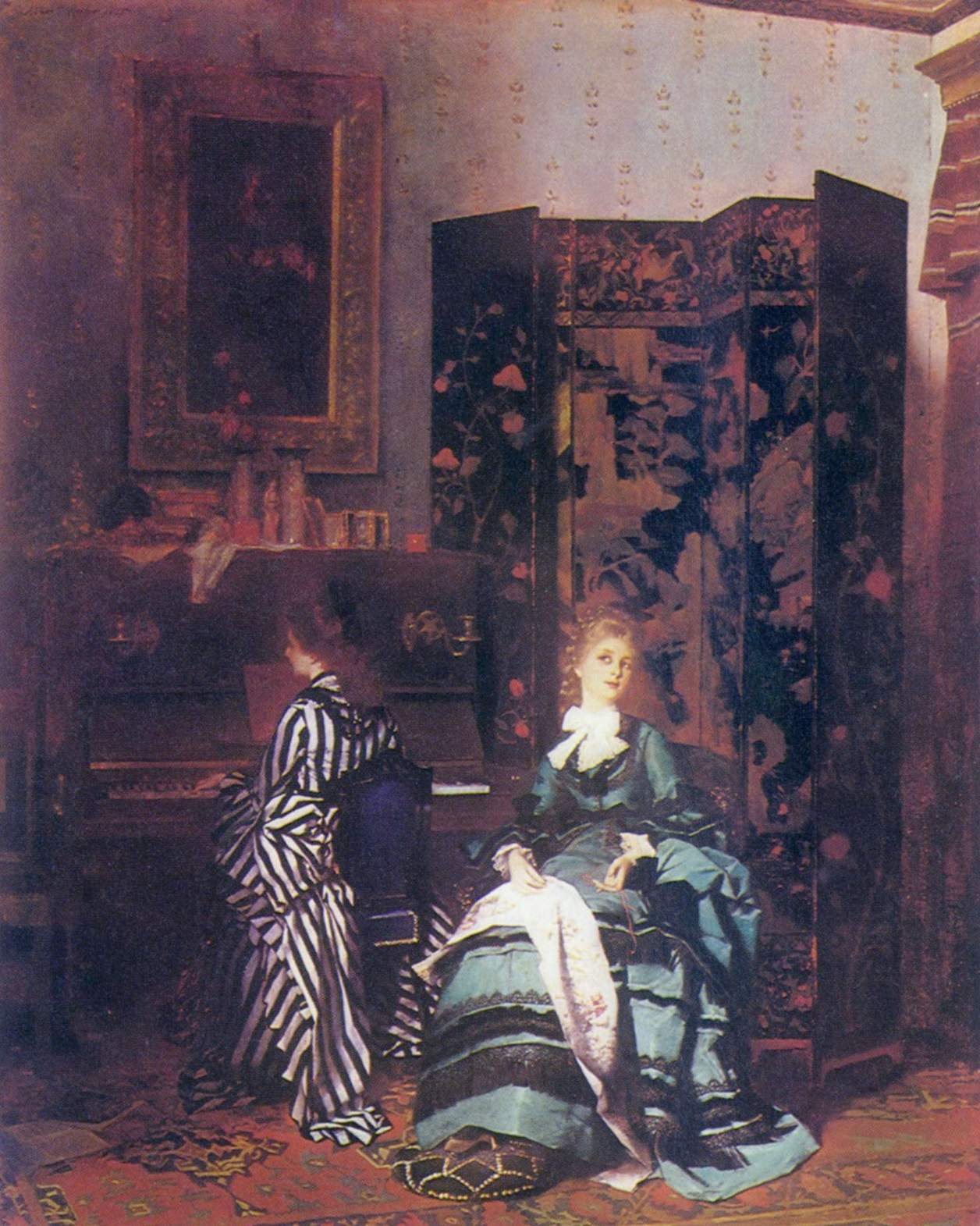
Một bức bình phong Trung Hoa trong tranh sơn dầu Chopin (1873) của Albert von Keller. Tiêu biểu cho phong cách của bình phong, mặt trước được trang trí cầu kỳ, trong khi mặt sau chỉ trang trí hình vẽ hoa lá đơn giản.

### Từ Trung Hoa
Những tấm màn che đầu tiên đã có từ thời nhà Đông Chu (năm 771-256 trước Công Nguyên). Nhưng bình phong xuất hiện chính thức từ thời nhà Hán (năm 206 trước Công Nguyên – 220 sau Công Nguyên).
Bình phong ban đầu được làm bằng gỗ, sau đó vẽ thêm lên những bức tranh về những câu chuyện thần thoại, phong cảnh hay những cảnh sinh hoạt trong cung đình. Cũng có loại bình phong được làm từ lụa bọc ngoài khung gỗ. Bản lề có thể được làm bằng bạc đính đá quí.

### Du nhập vào Đông Á

#### Triều Tiên và Hàn Quốc
Bình phong được quan tâm nhiều trong thời kỳ Tân La Triều Tiên thống nhất. Nó được gọi là irworobongdo, là một phần quan trọng thường được đặt sau ngai vàng của vua trong thời Nhà Triều Tiên.

#### Nhật Bản

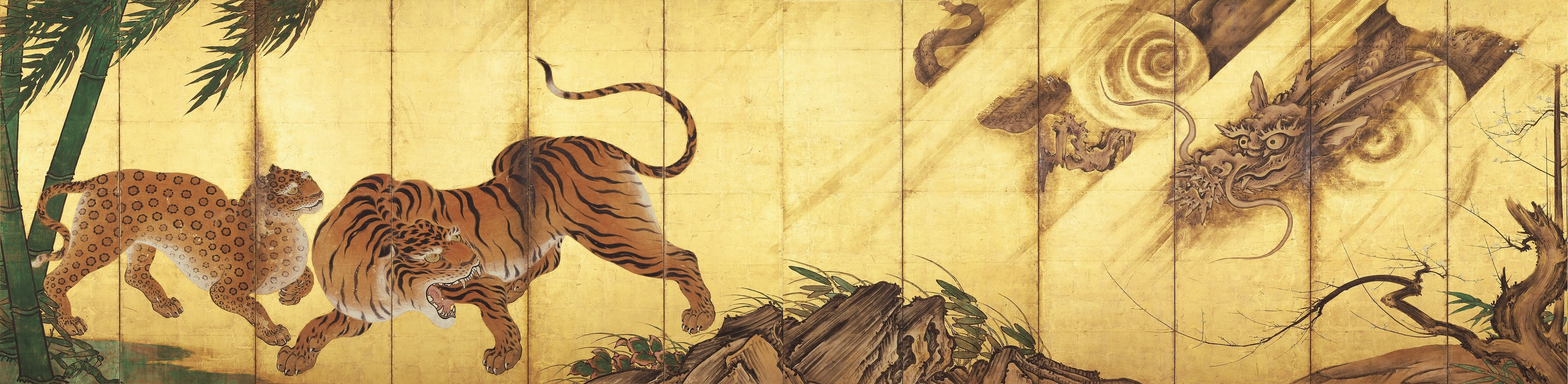
Bình phong với hình trang trí hổ và rồng của Kanō Sanraku, thế kỷ 17, cỡ 1.78 x 3.56 mét.

Bình phong được du nhập vào Nhật từ thế kỷ thứ 8, trong thời kỳ thiên hoàng Thiên Vũ.

#### Việt Nam

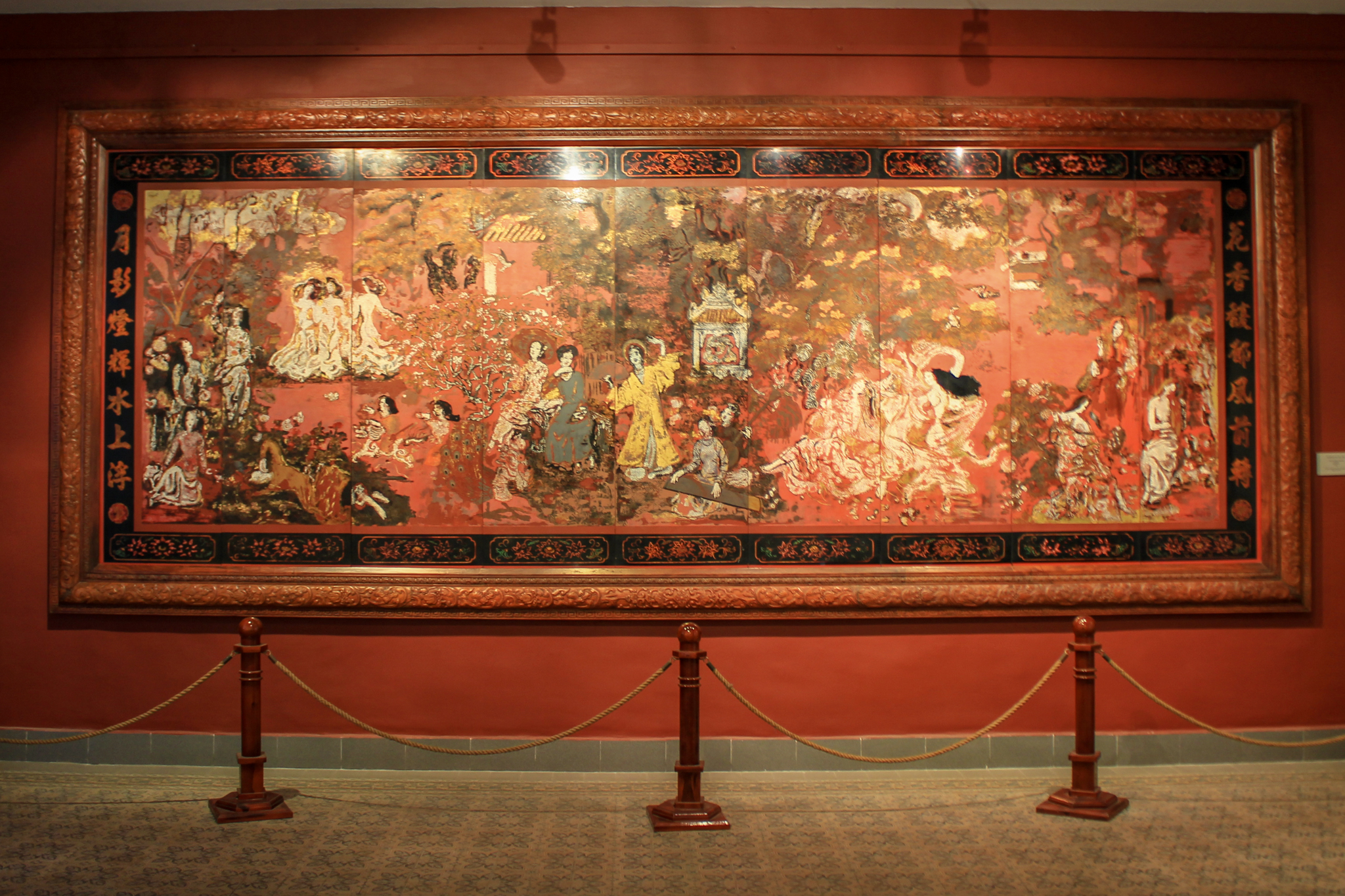
Bức tranh bình phong sơn mài "Vườn xuân Bắc Trung Nam" của ông Nguyễn Gia Trí trong Bảo tàng Mỹ thuật ở Thành phố Hồ Chí Minh.

Bình phong không có nhiều lịch sử bảng từ Trung Quốc, Triều Tiên và Hàn Quốc, và Nhật Bản, mà vẫn có ít số bức ảnh sự dụng kiểu bình phong, giống cái tranh sơn mài "Vườn xuân Bắc Trung Nam".

### Du nhập vào châu Âu

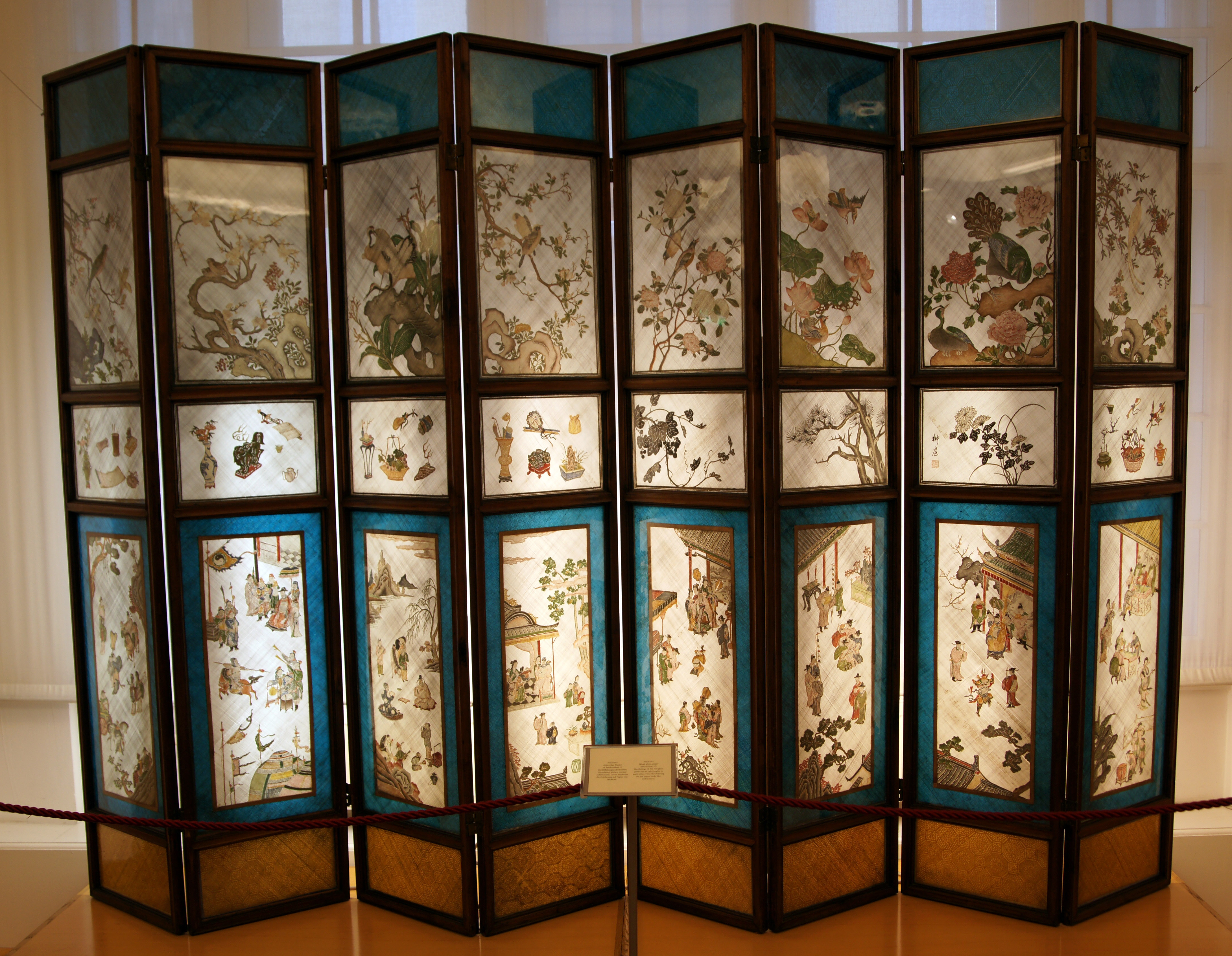
Bình phong Trung Hoa dùng trong tòa án đế quốc Áo, thế kỷ 18, bộ sư tập hoàng gia

Bình phong được du nhập vào châu Âu vào cuối thời Trung Cổ. Vào thế kỷ 17 và 18, nhiều bức bình phong đã được châu Âu mua về từ Trung Hoa, có bức có tới 32 mảnh ghép.

## Sử dụng
Mặc dù có xuất xứ từ Trung Hoa, hiện nay bình phong có thể được nhìn thấy trong nhiều bản thiết kế nội thất khắp thế giới. Một trong những công dụng của bình phong là che chắn cho không gian trong gia đình, như tên của nó trong ký tự Trung Hoa (屏 bình; che chắn) và (風 phong, gió). Nó cũng được dùng để tạo không gian riêng tư; như vào thời xưa, bức bình phong thường đặt trong phòng thay đồ của nữ. Bình phong có thể được dùng để phân chia một căn phòng lớn thành nhiều phần hay tạo ra một lối đi ngay tại cửa ra vào, tạo một không gian trầm mặc, hay che đi lối vào nhà bếp, nó cũng có thể dùng như một vật trang trí tô điểm thêm cho không gian.